# Staatliches Historisches Freilichtmuseum Yssyk-Köl
Das Staatliche Historische Freilichtmuseum Yssyk-Köl (kirgisisch Ысык-көл мамлекеттик тарыхый-маданий корук музейи) befindet sich am Stadtrand von Tscholpon-Ata in Kirgisistan. Auf einer Fläche von 42 Hektar sind Felsbrocken mit über 5000 Petroglyphen sowie andere Jahrtausende alte Artefakte zu besichtigen. Die Felszeichnungen wurden im Sommer 2002 mit Hilfe der Bundesrepublik Deutschland restauriert.

## Beschreibung

### Lage
Tscholpon-Ata ist der wichtigste Urlaubsort am weltweit zweitgrößten Gebirgssee Yssyk-Köl 265 km östlich von Kirgisistans Hauptstadt Bischkek. Das 1979 gegründete Freilichtmuseum liegt unmittelbar nördlich des früheren Flughafens, dessen ehemalige Landebahn als Zufahrtsstraße dient, zu Füßen der Berge des Kungej-Alatau, aus dessen Tälern die Steine von Schlammströmen in die Ebene transportiert wurden. Besucher haben die Wahl zwischen mehreren Rundwegen unterschiedlicher Länge. Der kürzeste ist für 20 bis 30 Minuten ausgelegt, der längste für 90 Minuten. Die ältesten Petroglyphen sind für die Besucher des Museums mit kleinen Schildern versehen. Die beste Zeit für den Museumsbesuch sind der frühe Morgen und der späte Abend, da die Felsritzungen im schrägen Licht besser zu erkennen sind.

### Petroglyphen
Die ältesten Felsmalereien und -gravuren wurden im 2. Jahrtausend v. Chr. von Menschen der bronzezeitlichen Andronowo-Kultur geschaffen. Die meisten sind aber dem skythischen Tierstil der Saken zuzuordnen, die die Gegend vom 8. Jahrhundert v. Chr. bis zum 1. Jahrhundert n. Chr. bewohnten. Die jüngsten Petroglyphen aus dem 7. Jahrhundert gehen auf ein hier ansässiges Turkvolk zurück.
Die Größe der Felsbrocken liegt zwischen 30 Zentimetern und 3 Metern. Die Petroglyphen wurden anfangs mit Stein-, später mit Metallwerkzeugen in den glänzenden dunklen Wüstenlack auf der Oberfläche der Steine geritzt. Die Motive sind dem Alltagsleben der Künstler entnommen: Jagd-, Opfer- und Kriegsszenen. Die meisten der Petroglyphen stellen aber Tiere dar – Steinböcke, Hirsche, Pferde, Stiere, Ziegen, Hunde, Wölfe, Tiger u. a. Die Mehrheit der Steine trägt mehr als eine Zeichnung. Manchmal überlappen sich zwei oder drei Schichten verschiedener Epochen. Viele Petroglyphen faszinieren durch ihren Realismus. Die Darstellung von Kamelen mit Reitern gilt als Beweis dafür, dass zu Zeiten der Saken ein nördlicher Zweig der Seidenstraße am Ufer des Yssyk-Köl entlangführte. Das wird auch durch Münzfunde bestätigt.

### Andere Artefakte
Neben den Felsgravuren gibt es auf dem Gelände des Freilichtmuseums Steinkreise aus dem 1. Jahrtausend v. Chr., Grabhügel, antike Mauerreste und Balbal-Steinskulpturen zu sehen.

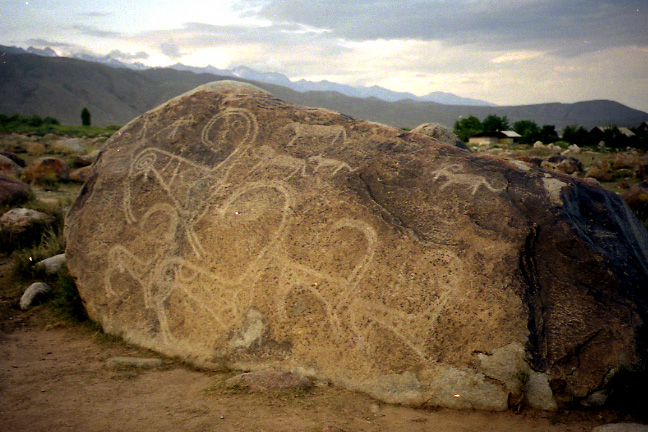
Szene einer Treibjagd auf Steinböcke mit abgerichteten Schneeleoparden
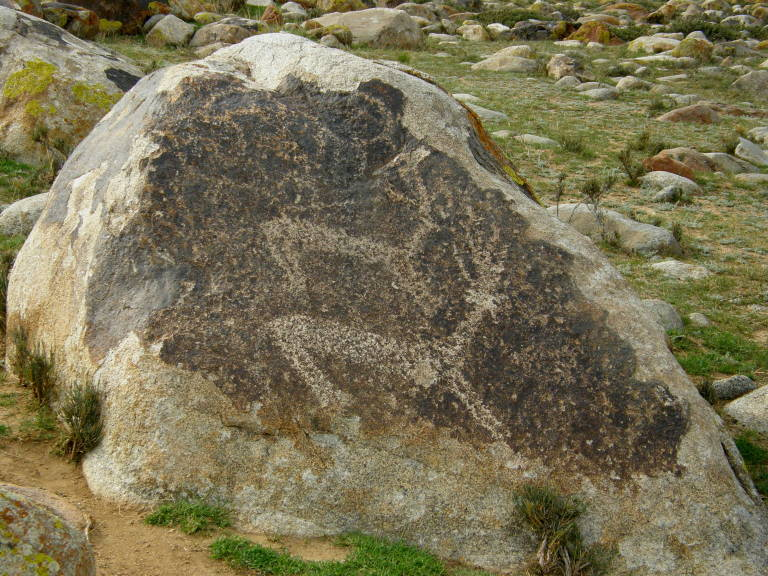
Hirsche
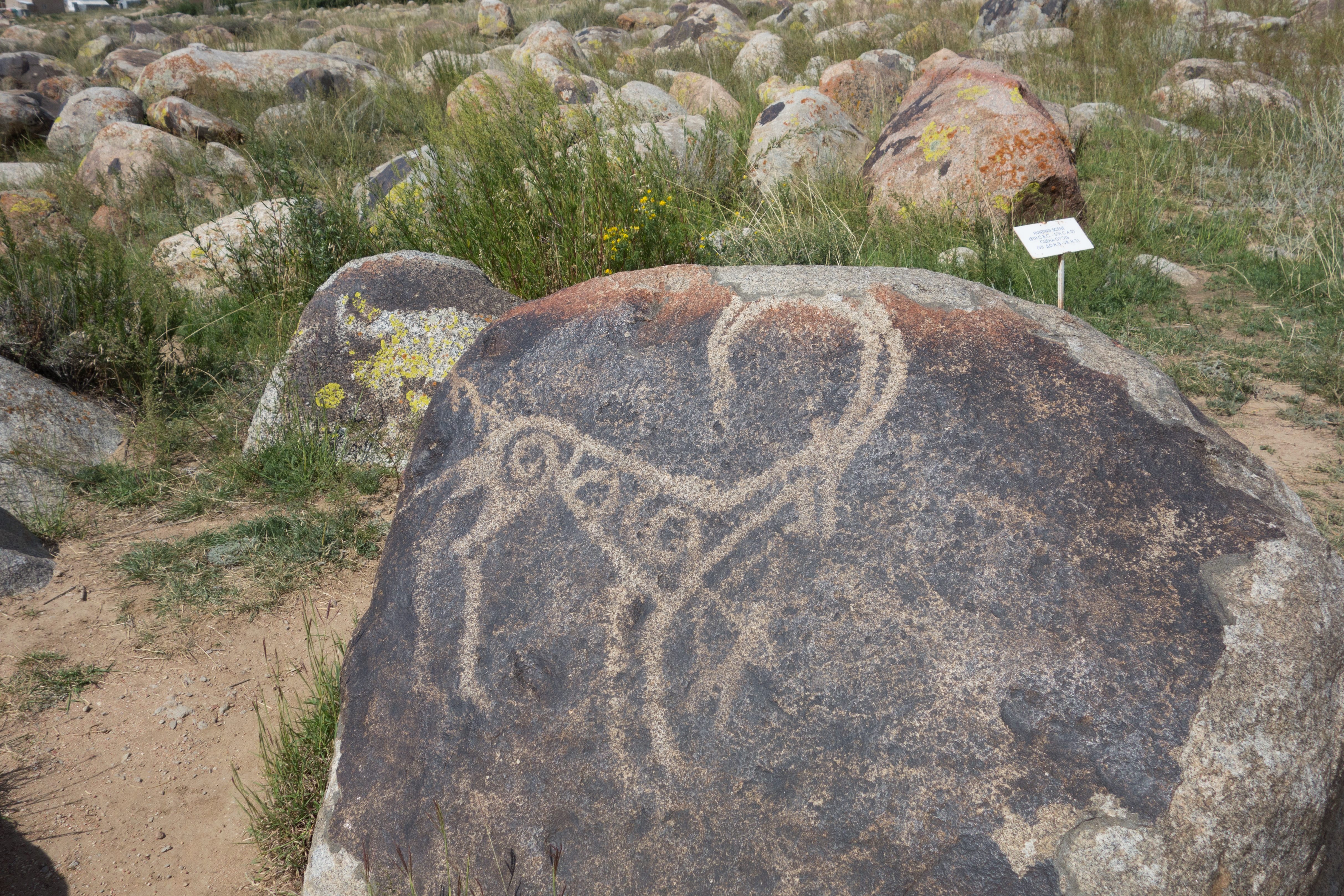
Steinbock
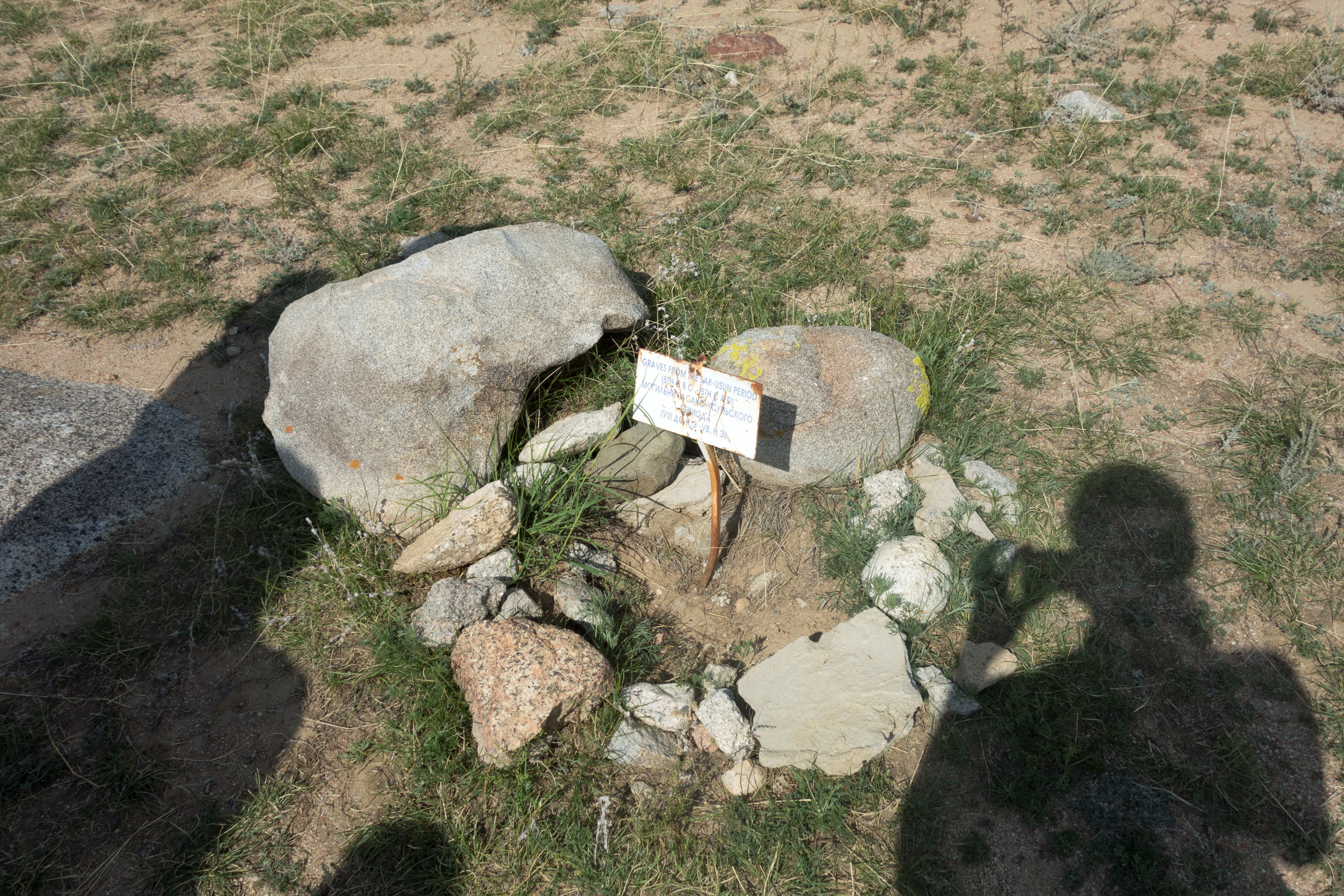
Antikes Grab
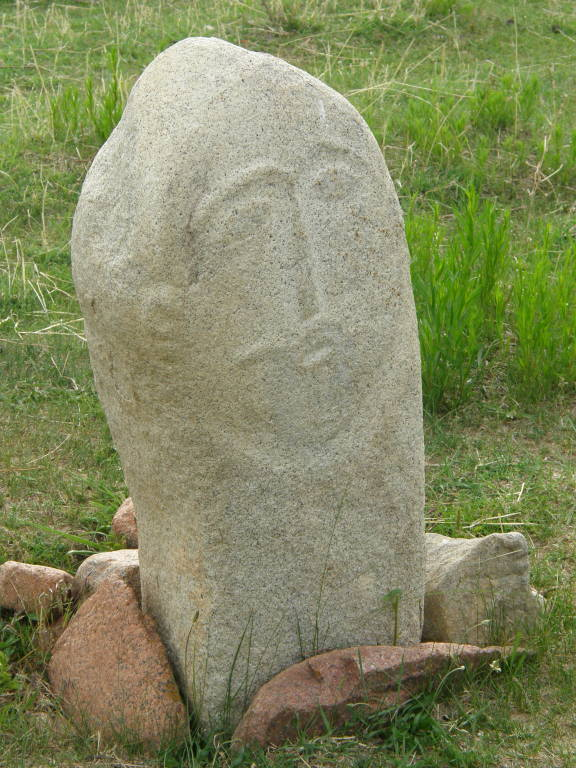
Balbal-Skulptur
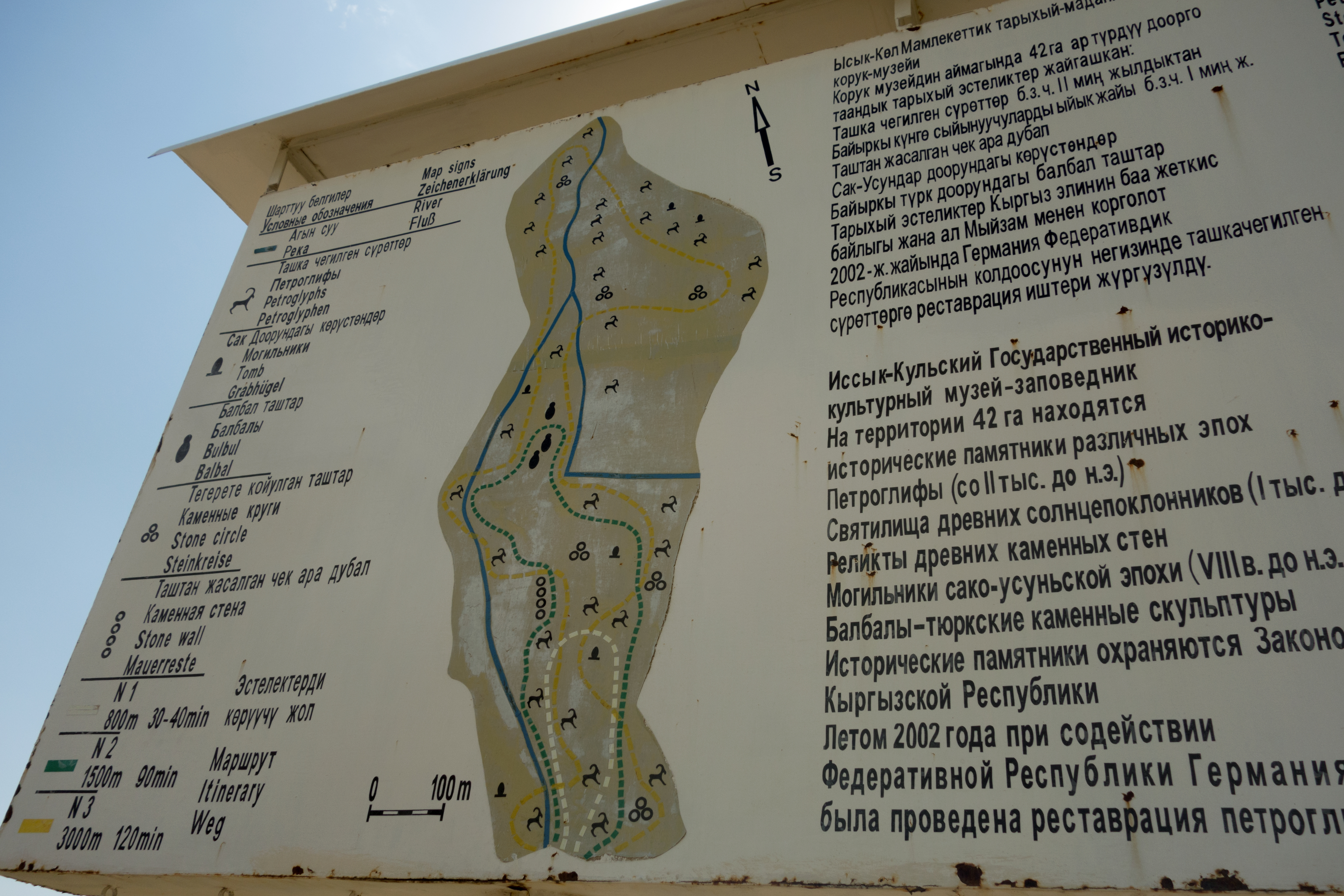
Schautafel mit Plan des Freilichtmuseums